# Litzelsdorf
Litzelsdorf (mittelhochdeutsch letz, bairisch lützl ‚klein‘) ist eine Marktgemeinde mit 1151 Einwohnern (Stand 1. Jänner 2025), die sich im Burgenländischen Bezirk Oberwart in Österreich befindet.
Der ungarische Ortsname der Gemeinde ist Lődös, der kroatische Licištrof. Im Burgenland-Romani heißt der Ort Ledischa.

## Geografie
Die Gemeinde liegt im Südburgenland, und zwar im Südwesten des Bezirkes Oberwart, an der Grenze zum Bezirk Güssing. Das Gemeindegebiet wird in Nord-Süd-Richtung von der Strem durchflossen. Litzelsdorf ist der einzige Ort in der Gemeinde. Dem Verlauf der Strem folgt auch die Güssinger Straße (B 57) als wichtigster Verkehrsweg.

### Nachbargemeinden
| Wolfau                    | Kemeten                                     | Unterwart                   |
| Stinatz, (Bezirk Güssing) | Kompassrose, die auf Nachbargemeinden zeigt | Oberdorf                    |
|                           | Ollersdorf, (Bezirk Güssing)                | Olbendorf, (Bezirk Güssing) |

## Geschichte
Funde von Steingeräten und Tonscherben geben Zeugnis einer jungsteinzeitlichen Besiedelung. Ein römischer Grabstein aus einem erhalten gebliebenen Grabhügel ist im Eingangsbereich des Rathauses ausgestellt. Erstmals urkundlich erwähnt wurde der Ort im Jahr 1333 als Ludus. Litzelsdorf ist seit 1676 Marktgemeinde.
Der Ort gehörte wie das gesamte Burgenland bis 1920/21 zu Deutsch-Westungarn. Seit 1898 musste aufgrund der Magyarisierungspolitik der Budapester Regierung der ungarische Ortsname Lődös verwendet werden.
Nach Ende des Ersten Weltkriegs wurde nach zähen Verhandlungen Deutsch-Westungarn in den Verträgen von St. Germain und Trianon 1919 Österreich zugesprochen. Der Ort gehört seit 1921 zum neu gegründeten Bundesland Burgenland (siehe auch Geschichte des Burgenlandes).

## Kultur und Sehenswürdigkeiten

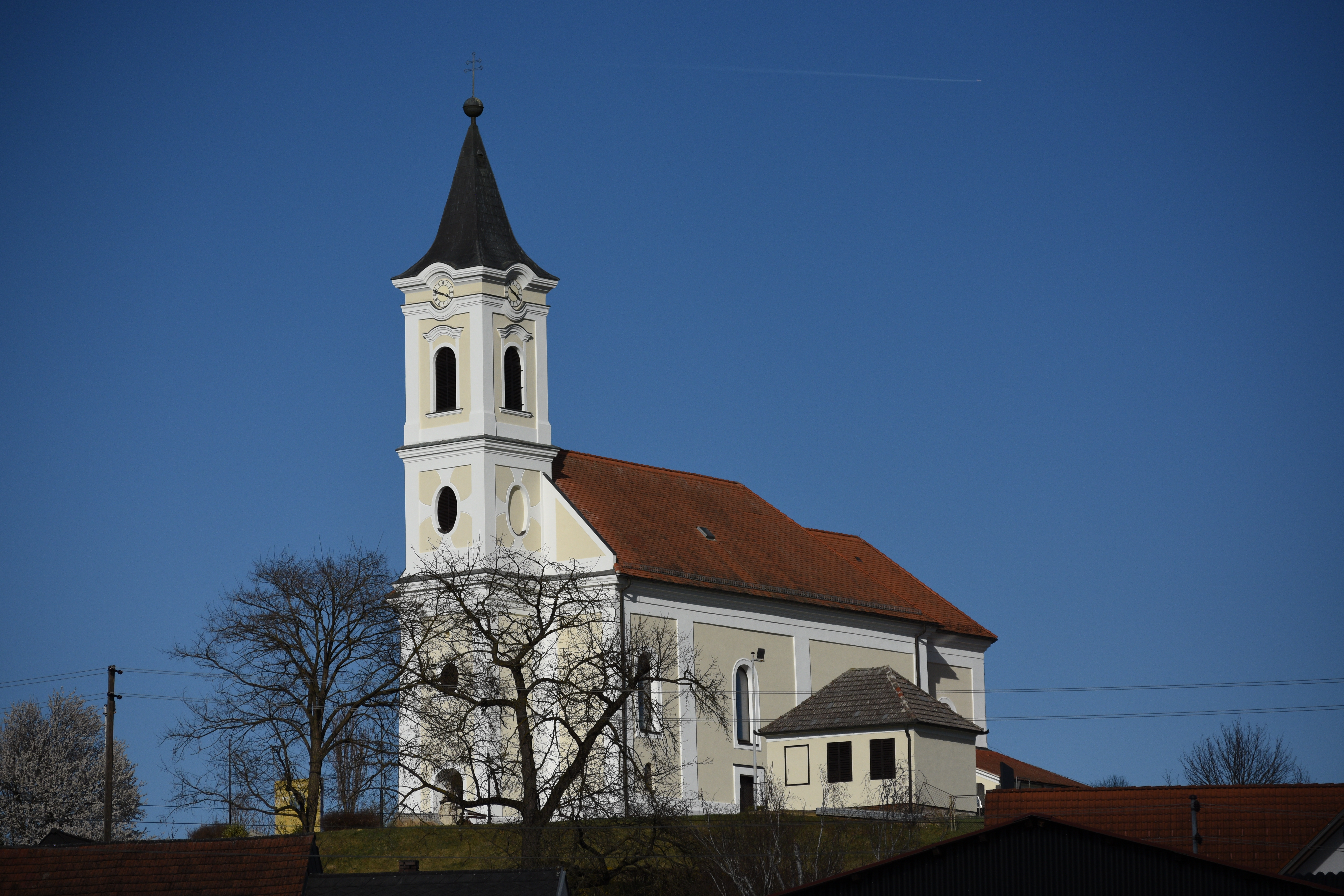
Pfarrkirche Litzelsdorf

- Grenzwächter Rundwanderweg im Rahmen des Landes Jubiläums zu 100 Jahre Burgenland, ein Projekt des Vereins Naturfreunde Litzelsdorf. Errichtet unter Obmann Thomas Hochwarter in Zusammenarbeit mit den Gemeinden Kemeten, Wolfau und Litzelsdorf sowie dem Bundesdenkmalamt und Landesmuseum Burgenland.
- Katholische Pfarrkirche Litzelsdorf hl. Leonhard

## Politik

### Gemeinderat

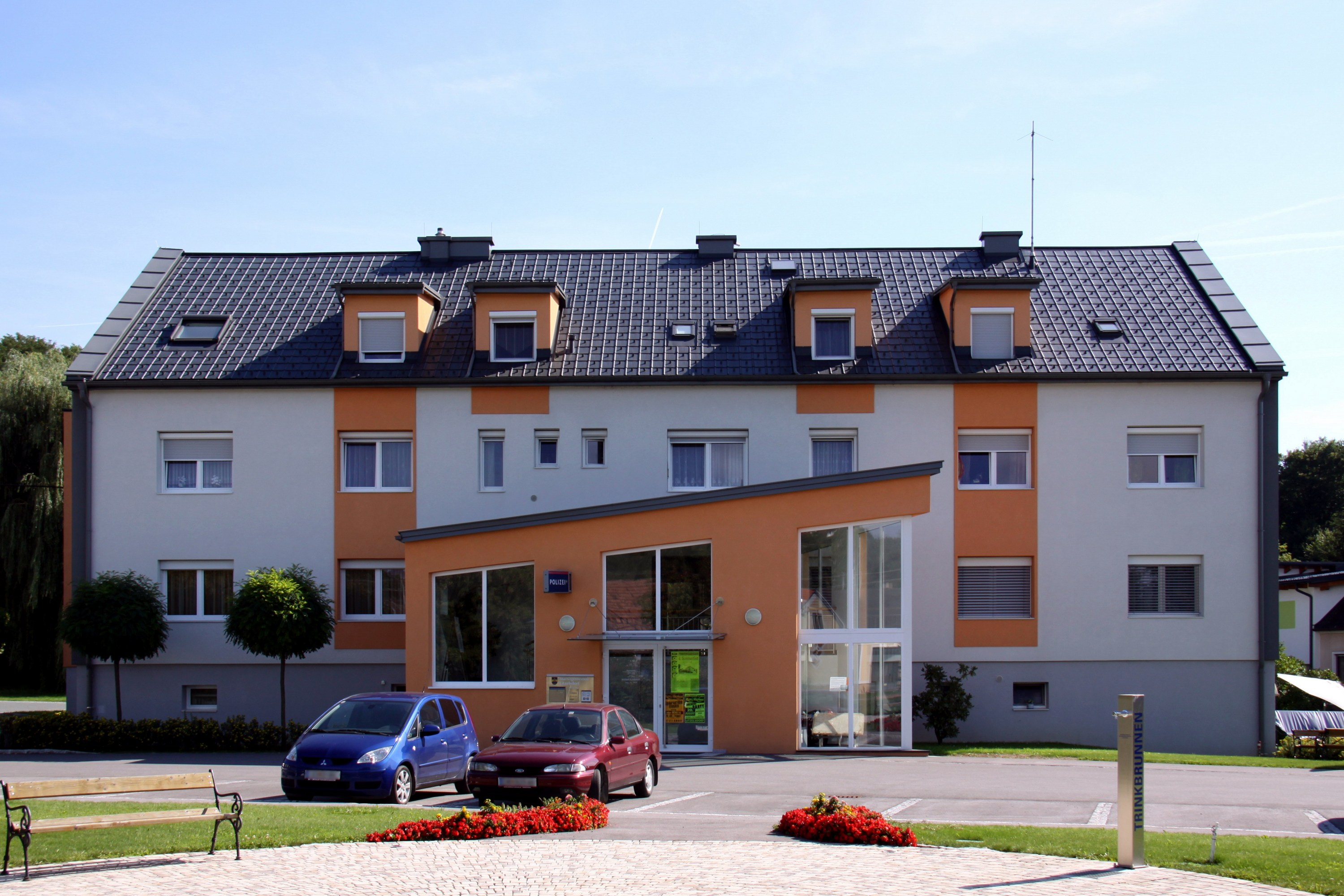
Gemeindeamt Litzelsdorf

Der Gemeinderat umfasst aufgrund der Anzahl der Wahlberechtigten insgesamt 19 Mitglieder.
| Partei          | 2022             | 2022             | 2022             | 2017             | 2017             | 2017             | 2012             | 2012             | 2012             | 2007             | 2007             | 2007             | 2002             | 2002             | 2002             | 1997             | 1997             | 1997             |
| Partei          | Sti.             | %                | M.               | Sti.             | %                | M.               | Sti.             | %                | M.               | Sti.             | %                | M.               | Sti.             | %                | M.               | Sti.             | %                | M.               |
| --------------- | ---------------- | ---------------- | ---------------- | ---------------- | ---------------- | ---------------- | ---------------- | ---------------- | ---------------- | ---------------- | ---------------- | ---------------- | ---------------- | ---------------- | ---------------- | ---------------- | ---------------- | ---------------- |
| ÖVP             | 435              | 47,54            | 9                | 541              | 57,61            | 12               | 470              | 53,90            | 11               | 397              | 44,11            | 9                | 395              | 45,82            | 9                | 374              | 50,40            | 8                |
| SPÖ             | 432              | 47,21            | 9                | 261              | 27,80            | 5                | 277              | 31,77            | 6                | 371              | 41,22            | 8                | 420              | 48,72            | 9                | 368              | 49,60            | 7                |
| FPÖ             | 48               | 5,25             | 1                | 85               | 9,05             | 1                | 125              | 14,33            | 2                | 115              | 12,78            | 2                | 47               | 5,45             | 1                | nicht kandidiert | nicht kandidiert | nicht kandidiert |
| Grüne           | nicht kandidiert | nicht kandidiert | nicht kandidiert | 52               | 5,54             | 1                | nicht kandidiert | nicht kandidiert | nicht kandidiert | nicht kandidiert | nicht kandidiert | nicht kandidiert | nicht kandidiert | nicht kandidiert | nicht kandidiert | nicht kandidiert | nicht kandidiert | nicht kandidiert |
| ULI             | nicht kandidiert | nicht kandidiert | nicht kandidiert | nicht kandidiert | nicht kandidiert | nicht kandidiert | nicht kandidiert | nicht kandidiert | nicht kandidiert | 17               | 1,89             | 0                | nicht kandidiert | nicht kandidiert | nicht kandidiert | nicht kandidiert | nicht kandidiert | nicht kandidiert |
| Wahlberechtigte | 1223             | 1223             | 1223             | 1193             | 1193             | 1193             | 1159             | 1159             | 1159             | 1119             | 1119             | 1119             | 1060             | 1060             | 1060             | 956              | 956              | 956              |
| Wahlbeteiligung | 80,95 %          | 80,95 %          | 80,95 %          | 84,41 %          | 84,41 %          | 84,41 %          | 83,43 %          | 83,43 %          | 83,43 %          | 86,60 %          | 86,60 %          | 86,60 %          | 88,11 %          | 88,11 %          | 88,11 %          | 88,28 %          | 88,28 %          | 88,28 %          |

### Gemeindevorstand
Neben Bürgermeister Jürgen Resch (ÖVP) und Vizebürgermeister Heinz Hermann (SPÖ) gehören weiters die geschäftsführenden Gemeinderäte Aurelia Strobl (ÖVP), Gerald Sagmeister (ÖVP) und Thomas Hochwarter (SPÖ) dem Gemeindevorstand an.
Zum Umweltgemeinderat wurde Heinz-Peter Perreten (FPÖ) gewählt.

### Bürgermeister
Bürgermeister ist seit März 2022 Jürgen Resch (ÖVP). Sein Vorgänger Peter Fassl (ÖVP) legte sein Amt am 28. Februar 2022 zurück. Peter Fassl (ÖVP) wurde nach dem altersbedingten Rücktritt seines Vorgängers Erich Graf (ÖVP) mit nicht einmal 28 Jahren bei der Bürgermeisterdirektwahl am 7. Oktober 2007 gegen drei Mitbewerber im ersten Wahlgang mit 50,80 % zum Gemeindechef gewählt. Bei der Wahl am 1. Oktober 2017 gewann Peter Fassl mit 65,79 % gegen Karl Grünwald (SPÖ, 27,55 %) und Alfred Bieber (FPÖ, 6,66 %).
Bei der Wahl 2022 wurde Jürgen Resch mit 53,88 Prozent im Amt bestätigt.

### Chronik der Bürgermeister
| von       | bis       | Bürgermeister     | Lebensdaten |
| --------- | --------- | ----------------- | ----------- |
| 1890      | 1900      | Daniel Faszl      |             |
| 1900      | 1915      | Leonhard Demartin | († 1922)    |
| 1915      | 1918      | Alois Siderits    | (1877–1974) |
| 1918      | 1922      | Leonhard Demartin | († 1922)    |
| 1922      | 1923      | Michael Muth      | (1876–1963) |
| 1923      | 1927      | Franz Fassl       | (1873–1930) |
| 1927      | 1933      | Franz Sagmeister  | (1872–1936) |
| 1933      | 1938      | Franz Janisch     | (1882–1962) |
| 1938      | 1945      | Josef Unger       | (1896–1964) |
| 1945      | 1950      | Karl Gumhalter    | (1894–1952) |
| 1950      | 1953      | Franz Fassl       | (1891–1970) |
| 1953      | 1958      | Nikolaus Unger    | (1898–)1971 |
| 1958      | 1962      | Franz Fassl       | (1897–1973) |
| 1962      | 1991      | Georg Hochwarter  | (1921–2004) |
| 1991      | 2007      | Erich Graf        | (1941–2022) |
| seit 2007 | seit 2007 | Peter Fassl       | (* 1979)    |

### Wappen
Blasonierung: In dem blauen, durch einen goldenen, mit einem blauen halben Zahnrad belegten Balken geteilten Schild oben ein goldenes Strahlendreieck, unten drei goldene Ähren wachsend.

Das Wappen wurde am 1. Mai 1983 verliehen und verbindet symbolisch die Geschichte mit der heutigen Zeit. Das Strahlendreieck (siehe Auge der Vorsehung) steht für die Heilige Dreifaltigkeit, von deren lange währender Verehrung eine das Ortsbild beherrschende Säule Zeugnis ablegt. Das Zahnrad und die Ähren stehen für Gewerbe und Landwirtschaft.

### Gemeindepartnerschaft
Seit 2009 besteht eine offizielle Partnerschaft mit der bayerischen Stadt Memmingen. Die Partnerschaft mit der bayerischen Gemeinde Bad Feilnbach besteht bereits seit dem Jahr 2000.

## Persönlichkeiten
- Magdalena Witzelsberger: In den 1820er-Jahren betrieb sie in Litzelsdorf eine Schenke, in der immer wieder Mitglieder der Räuberbande Stradafüßler verkehrten. Diese Bande versetzte von 1822 bis 1827 das Grenzgebiet zur Steiermark und Niederösterreich in Angst und Schrecken und benutzte das damalige Westungarn als Rückzugsraum. Magdalena Witzelsberger war die Geliebte von Joseph Freyberger alias Gekrauster Seppl, ein Unterführer der Stradafüßler, der am 7. Juli 1827 auf dem Gerichtsberg in Pinkafeld durch den Strang hingerichtet wurde. Das Komitatsgericht von Eisenburg verurteilte auch Witzelsberger zum Tode durch das Schwert, doch durch einen Gnadenakt von Kaiser Franz II./I. wurde ihre Todesstrafe in eine schwere Kerkerstrafe umgewandelt.[12]

### Ehrenbürger der Gemeinde
Quelle: Marktgemeinde Litzelsdorf
- Rudolf Schnürch, Kreisarzt (verliehen am 8. Dezember 1971)
- Hubert Hrastnik, Direktor (verliehen am 8. Dezember 1971)
- Ploderer (verliehen am 8. Dezember 1971)
- Reinhold Polster, Mitglied des Bundesrates und Landeshauptmann-Stellvertreter a. D. (verliehen am 8. Dezember 1971)
- Josef Wiesler, Landesrat a. D. (verliehen am 24. Juni 1986)
- Theodor Kery, Landeshauptmann a. D. (verliehen am 24. Juni 1986)
- Rudolf Grohotolsky, Bezirkshauptmann und Landeshauptmann-Stellvertreter a. D. (verliehen am 24. Juni 1986)
- Georg Hochwarter, Altbürgermeister (verliehen am 13. April 1991)
- Erich Häring, Stadtrat a. D. (verliehen am 3. Oktober 2009)
- Erich Graf, Altbürgermeister (verliehen am 3. Oktober 2009)

### Ehrenringträger in Gold
Quelle: Marktgemeinde Litzelsdorf
- Rudolf Schnürch (verliehen am 1. Jänner 1982)
- Josef Fassl, Altvizebürgermeister (verliehen am 22. November 1982)
- Josef Gossy, Oberschulrat (verliehen am 26. Februar 1983)
- Alfred Binder (verliehen am 22. März 1991)
- Georg Hochwarter, Altbürgermeister (verliehen am 15. April 1991)
- Eduard Sagmeister (verliehen am 30. Dezember 1992)
- Otto Hörist, Pfarrer (verliehen am 4. September 1994)
- Herbert Baumgartner (verliehen am 28. März 1996)
- Erich Graf, Ehrenring mit Gemeindewappen, Altbürgermeister (verliehen am 31. Mai 2006)

### Ehrenringträger in Silber
Quelle: Marktgemeinde Litzelsdorf
- Josef Schiller (verliehen am 1. Jänner 1982)
- Hermann Samer (verliehen am 1. Jänner 1982)
- Johann Koller (verliehen am 5. Juli 1982)